# Luty 2012

## 25 lutego
- Abd Rabbuh Mansur Hadi został zaprzysiężony na nowego prezydenta Jemenu, czym zakończyło się powstanie narodowe. (wp.pl)

## 23 lutego
- Podczas mityngu XL Galan 2012 w Sztokholmie Rosjanka Jelena Isinbajewa ustanowiła wynikiem 5,01 m nowy halowy rekord świata w skoku o tyczce. (IAAF)

## 22 lutego
- Obywatele Chorwacji opowiedzieli się w referendum za przystąpieniem do Unii Europejskiej. (izbori.hr)

## 17 lutego
- Prezydent Niemiec Christian Wulff ustąpił ze stanowiska w związku z zarzutami korupcyjnymi (bundespraesident.de)

## 12 lutego
- W wieku 48 lat zmarła Whitney Houston, amerykańska piosenkarka, aktorka, producentka filmowa, laureatka nagrody Grammy (Associated Press, CNN, BBC).

## 7 lutego
- Mohamed Nasheed ustąpił ze stanowiska prezydenta Malediwów w następstwie antyrządowych protestów społecznych. (BBC News)

## 6 lutego
- W następstwie protestów społecznych przeciwko polityce oszczędnościowej rządu do dymisji podał się premier Rumunii Emil Boc. (BBC News)

## 4 lutego
- W wieku 110 lat zmarła Florence Green, ostatnia weteranka I wojny światowej. (globaltvbc.com)

## 3 lutego
- W wieku 74 lat zmarł Andrzej Szczeklik, polski lekarz, zajmujący się pracą naukową z zakresu kardiologii i pulmonologii. (krakow.gazeta.pl)

## 1 lutego
- W wieku 88 lat zmarła Wisława Szymborska, polska poetka, laureatka literackiej Nagrody Nobla w 1996 roku. (tvn24.pl)

- 79 osób zginęło, a blisko 1000 zostało rannych podczas zamieszek na stadionie w Port Saidzie. (cnn.com)